# パスカル・ネミロフスキ
パスカル・ネミロフスキ（Pascal Nemirovski、1962年1月15日 - ）は、フランスのピアニストで、ロシア人の血を引いている。

## 略歴
1981年、アメリカのジュリアード音楽院に奨学生（Steinway & Freundlich Fund）として入学。ヨゼフ・ホフマンの弟子である、ナディア・レイゼンベルグ、またヨゼフ・レヴィーンの弟子であるアデーレ・マーカスに師事する。
1984年にはパリに移り、アレクシス・ワイセンベルクに師事。
アメリカ、アジア、ヨーロッパなどで数々のマスタークラスを行い、またその様子をラジオ、テレビなどで放送される。
1989年、ウラディーミル・スピヴァコフの要請により、コルマール国際音楽祭にてマスタークラスを設立。ドミトリー・バシュキーロフ、パスカル・ドゥヴァイヨン、ゲイリー・グラフマン、ジャン＝フランソワ・エッセール、ウラジーミル・クライネフ、ユーディ・メニューインらの内、最年少の講師となる。
1995年、ルーブル美術館のオーディトリアムにてリサイタルを行い、それを最後に公開演奏会から引退し、ピアノ音楽研究と教育活動に専念。
フランス、韓国、アメリカ、日本やロシアなどからの生徒を含み、中でも、リーズ・ドゥ・ラ・サールが著名な弟子にいる。
2004年、ショパン、プロコフィエフ、そしてスクリャービンを中心としたCD「天と地の間で（Entre ciel et terre）」をリリース。
2006年、ロンドンの英国王立音楽院（Royal Academy of Music）のピアノ教授として迎えられる。
スタインウェイアーティストのひとりである。